# Ungenach (Erzählung)
Ungenach ist eine Erzählung des österreichischen Schriftstellers Thomas Bernhard aus dem Jahr 1968, in der ein bei Bernhard wiederkehrendes Motiv gestaltet wird: Der Versuch des Protagonisten, sich von einer belastenden familiären Vergangenheit zu lösen.

## Handlung
Die zentralen Personen der Erzählung sind Robert Zoiss, Alleinerbe des Familienbesitzes Ungenach, der Anwalt Moro, welcher mit der Abschenkung Ungenachs beauftragt ist sowie der bereits tote Halbbruder Roberts mit Namen Karl, dessen fragmentarisch erhaltene Aufzeichnungen einen wesentlichen Teil der Erzählung bilden.
Nach dem Tod der Eltern und des Halbbruders sowie seines Vormunds, sieht sich Robert Zoiss als Alleinerbe des Familienbesitzes Ungenach eingesetzt. Da für diesen von Anfang an feststeht, die Erbschaft nicht anzutreten, soll eine Abschenkung des gesamten Erbes vorgenommen werden. Um diese juristisch abzuwickeln, kehrt Zoiss, der mittlerweile in den USA lebt und als Wissenschaftler an der Stanford University tätig ist, zurück nach Österreich.
Der Text setzt ein, nachdem die Abschenkung des Erbes durchgeführt wurde. Zoiss befindet sich zu diesem Zeitpunkt in Chur, von wo aus er nach Zürich reisen und dann zurück in die USA fliegen will. Dennoch ist er „in allen [seinen] Gedanken immer wieder mit Ungenach beschäftigt, seiner Auflösung, Abschenkung usf…“. Die Wartezeit auf den Rückflug nutzt er, um die Papiere seines verstorbenen Halbbruders zu studieren und die Rede des mit der Abschenkung betrauten Anwalts Moro aufzuzeichnen. Diese bildet gewissermaßen den ersten Teil der Erzählung: In monologisierender Form werden die Gedanken des Familienanwalts Moro zum von Robert Zoiss geplanten Unterfangen geschildert. Hierbei zitiert er vornehmlich Aussprüche des verstorbenen Vormunds seines Klienten und proklamiert die Zerstörung Ungenachs durch die vorgesehene Abschenkung an Kriminelle, Verrückte und Isolierte. Den zweiten Teil der Erzählung bilden die fragmentarischen Dokumente aus dem Nachlass des in Afrika ermordeten Karls. Diese Aufzeichnungen sind es schließlich, die die fatale Bindung an Ungenach aufzeigen und das Vorhaben Zoiss’ letztlich verständlich machen.

## Interpretation
Die Reise des Protagonisten Robert Zoiss in die Heimat seiner Jugend stellt keine Rückkehr im eigentlichen Sinne dar, sondern eine völlige Entsagung von seiner Vergangenheit und den familiären Wurzeln. Er entgeht der Konfrontation mit seiner Herkunft, indem er die sofortige Abschenkung des Erbes in Auftrag gibt und darüber hinaus nicht am Begräbnis seines Vormunds teilnimmt. Die Wahnhaftigkeit des Monologs Moros sowie die Aufzeichnungen Karls, mit denen Zoiss von seinem Rechtsanwalt betraut wurde, stellen das Nichtloskommen und die fatale Abhängigkeit von Ungenach dar und machen den Entschluss des Ich-Erzählers, sich vom Erbe loszulösen, nachvollziehbar und verständlich. In einer sich stetig auflösenden Welt, im Angesicht des Todes seiner engsten Verwandten sowie der sich in Österreich zwangsläufig vollziehenden Auflösung seines Selbst macht Zoiss Ernst mit der Auflösung, indem er seine Jugend, d. h. seine Vergangenheit abschenkt und sie so für alle Zeiten zu vernichten sucht.

## Rezeption
Mehrere Rezensenten heben die formale Ähnlichkeit Ungenachs mit Amras hervor und betonen vor allem den fragmentarischen, für Bernhards frühe Erzählungen typischen, Charakter. Schon an dieser äußeren Form, im Fehlen der Geschlossenheit, spiegele sich, so Marcel Reich-Ranicki, das zentrale Motiv der Auflösung, um die es im Text hauptsächlich geht, wider. Auf den Monolog, weiteres Charakteristikum des bernhardschen Werks, wird auch in den Rezensionen ein besonderes Augenmerk gelegt. Der über 38 Seiten monologisierende Anwalt Moro bringt nicht so sehr seine Geistesverfassung zum Ausdruck als vielmehr seine sich im Monolog manifestierende Nähe zum Krank- und Wahnhaften.
Weiterhin sind auch das ambivalente Verhältnis Bernhards zu Österreich und der mit der in der Erzählung zentralen Abschenkungsthematik sich vollziehende Traditionsbruch aufgegriffen worden.

### Sekundärliteratur
- Manfred Mittermayer: Thomas Bernhard. Leben, Werk, Wirkung. Frankfurt am Main 2006, ISBN 3-518-18211-0.